# Scotognapha convexa
Scotognapha convexa är en spindelart som först beskrevs av Simon 1883.  Scotognapha convexa ingår i släktet Scotognapha och familjen plattbuksspindlar.
Artens utbredningsområde är Kanarieöarna. Inga underarter finns listade i Catalogue of Life.